# Cold Night Into Dawn
Cold Night Into Dawn (Frío amanecer en España) es una película de suspenso estadounidense de 1997 dirigida por Serge Rodnunsky y protagonizada por Michael Ironside, Kawena Charlot y Anthony Michael Hall.

## Argumento
Frank Parr es un agente del FBI. Pasa por una mala racha, ya que su compañero y mejor amigo acaba de retirarse y su mujer lo ha abandonado. Él recibe entonces una nueva compañera, Molly Sinclair, y con ella investiga un robo en una tienda de armas a manos de un grupo paramilitar. Mientras lo investigan, ellos encuentran pruebas que apuntan de que hay un plan para arrasar toda la ciudad de Chicago. Su principal sospechoso es un inmigrante de Vietnam que tiene experiencia en armamento y que siente mucho rencor hacia los Estados Unidos.

## Reparto
| Actor                 | Papel           |
| --------------------- | --------------- |
| Michael Ironside      | Frank Parr      |
| Kawena Charlot        | Molly Sinclair  |
| Anthony Michael Hall  | Eddie Rodgers   |
| David Chung           | Huang           |
| Alexandra Bokyun Chun | Shen            |
| Tony Lo Bianco        | Supervisor Klyn |
| Bill Hufsey           | Detective Lake  |

## Producción
El creciente éxito de las películas que tuvo Serge Rodnunsky con su productora de televisión de serie B, Rojak Films, permitió al director conseguir a contratar para esta película a actores de cierto renombre como Michael Ironside y Anthony Michael Hall para sus respectivos papeles.

## Recepción
Hoy en día la película ha sido valorada en portales cinematográficos. En IMDb, con 73 votos registrados, el filme obtiene una media ponderada de 5,7 sobre 10.